# كارل فوس
كارل فوس (بالإنجليزية: Carl Voss)‏ هو لاعب هوكي الجليد أمريكي، ولد في 6 يناير 1907 في تشيلسي في الولايات المتحدة، وتوفي في 13 سبتمبر 1993 في ليك بارك في الولايات المتحدة.

## وصلات خارجية
- كارل فوس على موقع دوري الهوكي الوطني (الإنجليزية)
- كارل فوس على موقع EliteProspects.com (الإنجليزية)
- كارل فوس على موقع HockeyDB.com (الإنجليزية)
- كارل فوس على موقع Hockey-Reference.com (الإنجليزية)